# Militära grader i nordstatsarmén under det amerikanska inbördeskriget
Militära grader i nordstatsarmén under det amerikanska inbördeskriget visar militära grader och gradbeteckningar i nordstatsarmén under det amerikanska inbördeskriget 1861-1865.

## Armén

### Grader och löner i nordstatsarmén 1861–1864
| Grad eller befattning                                           | Månadslön $ | Proviant- ransoner antal | Furage- ransoner antal | Kalfaktorer antal |
| --------------------------------------------------------------- | ----------- | ------------------------ | ---------------------- | ----------------- |
| Generalspersoner                                                |             |                          |                        |                   |
| Generallöjtnant                                                 | 270         | 40                       | [ a ]                  | 4                 |
| Generalmajor                                                    | 220         | 15                       | 7                      | 4                 |
| Brigadgeneral                                                   | 124         | 12                       | 5                      | 3                 |
| Generalstaben                                                   |             |                          |                        |                   |
| Generaladjutanten                                               | 124         | 12                       | 5                      | 3                 |
| Överadjutant, med överstes grad                                 | 110         | 6                        | 5                      | 2                 |
| Överadjutant, med överstelöjtnants grad                         | 95          | 5                        | 4                      | 2                 |
| Överadjutant, med majors grad                                   | 80          | 4                        | 4                      | 2                 |
| Överadjutant, med kaptens grad                                  | 70          | 4                        | 3                      | 1                 |
| Auditör                                                         | 80          | 4                        | 4                      | 2                 |
| Generalinspektören                                              | 110         | 6                        | 5                      | 2                 |
| Överinspektör, med majors grad                                  | 80          | 4                        | 4                      | 2                 |
| Signalofficeren, med majors grad                                | 80          | 4                        | 4                      | 2                 |
| Arméförvaltningen                                               |             |                          |                        |                   |
| Generalintendenten                                              | 124         | 12                       | 5                      | 3                 |
| Överfältintendent                                               | 110         | 6                        | 5                      | 2                 |
| Fältintendent                                                   | 95          | 5                        | 4                      | 2                 |
| Intendent                                                       | 80          | 4                        | 4                      | 2                 |
| Underintendent                                                  | 70          | 4                        | 3                      | 1                 |
| Generalkrigskassören                                            | 205,33 1/3  | -                        | -                      | -                 |
| Generalkrigskommissarien                                        | 110         | 6                        | 5                      | 2                 |
| Fältkrigskommissarie                                            | 95          | 5                        | 4                      | 2                 |
| Krigskommissarie, med majors grad                               | 80          | 4                        | 4                      | 2                 |
| Krigskommissarie, med kaptens grad                              | 70          | 4                        | 3                      | 1                 |
| Vice krigskommissarie                                           | 70          | 3                        | -                      | 1                 |
| Krigsskolan West Point                                          |             |                          |                        |                   |
| Chefen Kadettkommendanten                                       | 186,66      | -                        | -                      | -                 |
| Professor                                                       | 186,66      | -                        | -                      | -                 |
| Adjunkt                                                         | 70          | 4                        | 3                      | 1                 |
| Kadett                                                          | 30          | -                        | -                      | -                 |
| Fältläkarkåren                                                  |             |                          |                        |                   |
| Generalläkaren                                                  | 228,33      | -                        | -                      | -                 |
| Läkare med tio år i graden                                      | 80          | 8                        | 4                      | 2                 |
| Läkare                                                          | 80          | 4                        | 4                      | 2                 |
| Underläkare med tio år i graden                                 | 70          | 8                        | 4                      | 2                 |
| Underläkare                                                     | 70          | 4                        | 4                      | 2                 |
| Ingenjörskåren                                                  |             |                          |                        |                   |
| Överste                                                         | 110         | 6                        | 5                      | 2                 |
| Överstelöjtnant                                                 | 95          | 5                        | 4                      | 2                 |
| Major                                                           | 80          | 4                        | 4                      | 2                 |
| Kapten                                                          | 70          | 4                        | 3                      | 1                 |
| Löjtnant Underlöjtnant                                          | 55,33 1/3   | 4                        | 2                      | 1                 |
| Sergeant                                                        | 34          | -                        | -                      | -                 |
| Korpral                                                         | 20          | -                        | -                      | -                 |
| Menig 1. klass                                                  | 17          | -                        | -                      | -                 |
| Menig 2. klass                                                  | 13          | -                        | -                      | -                 |
| Tygkåren                                                        |             |                          |                        |                   |
| Tygmästare                                                      | 124         | 12                       | 5                      | 3                 |
| Överste                                                         | 110         | 6                        | 5                      | 2                 |
| Överstelöjtnant                                                 | 95          | 5                        | 4                      | 2                 |
| Major                                                           | 80          | 4                        | 4                      | 2                 |
| Kapten                                                          | 70          | 4                        | 3                      | 1                 |
| Löjtnant Underlöjtnant                                          | 55,33 1/3   | 4                        | 2                      | 1                 |
| Verkmästare                                                     | 34          | -                        | -                      | -                 |
| Hantverkare                                                     | 20          | -                        | -                      | -                 |
| Gesäll                                                          | 17          | -                        | -                      | -                 |
| Arbetare                                                        | 13          | -                        | -                      | -                 |
| Kavalleriet                                                     |             |                          |                        |                   |
| Överste                                                         | 110         | 6                        | 5                      | 2                 |
| Överstelöjtnant                                                 | 95          | 5                        | 4                      | 2                 |
| Major                                                           | 80          | 4                        | 4                      | 2                 |
| Kapten                                                          | 70          | 4                        | 3                      | 1                 |
| Löjtnant Underlöjtnant                                          | 55,33       | 4                        | 2                      | 1                 |
| Fanjunkare Förrådsförvaltare Regementstrumpetare                | 21          | -                        | -                      | -                 |
| Sergeant Hästläkare Sadelmakare                                 | 17          | -                        | -                      | -                 |
| Korpral                                                         | 14          | -                        | -                      | -                 |
| Hovslagare Smed                                                 | 15          | -                        | -                      | -                 |
| Trumpetare Menig                                                | 13          | -                        | -                      | -                 |
| Artilleriet och infanteriet                                     |             |                          |                        |                   |
| Överste                                                         | 95          | 6                        | 4                      | 2                 |
| Överstelöjtnant                                                 | 80          | 5                        | 3                      | 2                 |
| Major                                                           | 70          | 4                        | 3                      | 2                 |
| Kapten                                                          | 60          | 4                        | -                      | 1                 |
| Löjtnant                                                        | 50          | 4                        | -                      | 1                 |
| Underlöjtnant                                                   | 45          | 4                        | -                      | 1                 |
| Fanjunkare, bataljonsadjutant Förrådsförvaltare Musikfanjunkare | 21          | -                        | -                      | -                 |
| Fanjunkare, kompaniadjutant                                     | 20          | -                        | -                      | -                 |
| Sergeant Hästläkare Sadelmakare                                 | 17          | -                        | -                      | -                 |
| Korpral                                                         | 14          | -                        | -                      | -                 |
| Artillerihantverkare                                            | 15          | -                        | -                      | -                 |
| Menig                                                           | 13          | -                        | -                      | -                 |
| Spel                                                            | 12          | -                        | -                      | -                 |
| 1.                                                              |             |                          |                        |                   |
| Källa:                                                          |             |                          |                        |                   |

### Officerare

#### Gradbeteckningar
| Lieutenant General Generallöjtnant | Major General Generalmajor | Brigadier General Brigadgeneral | Colonel Överste | Lieutenant Colonel Överstelöjtnant | Major | Captain Kapten | First Lieutenant Löjtnant | Second Lieutenant Underlöjtnant |
| ---------------------------------- | -------------------------- | ------------------------------- | --------------- | ---------------------------------- | ----- | -------------- | ------------------------- | ------------------------------- |

#### Uniformsdetaljer som utmärker befälsnivåer

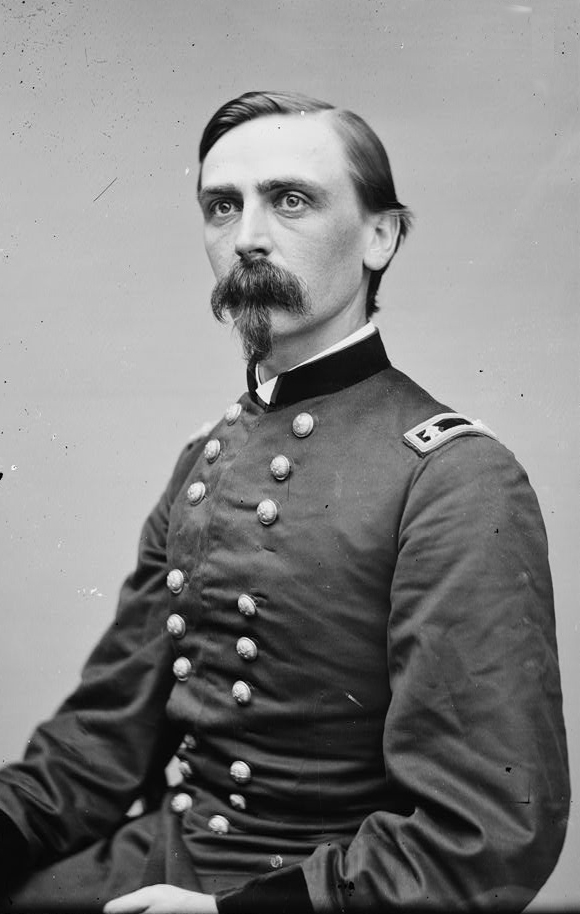
Generalsperson i daglig dräkt med dubbelknäppt vapenrock och knappar tre och tre för generalmajorer. Foto 1860-1865.
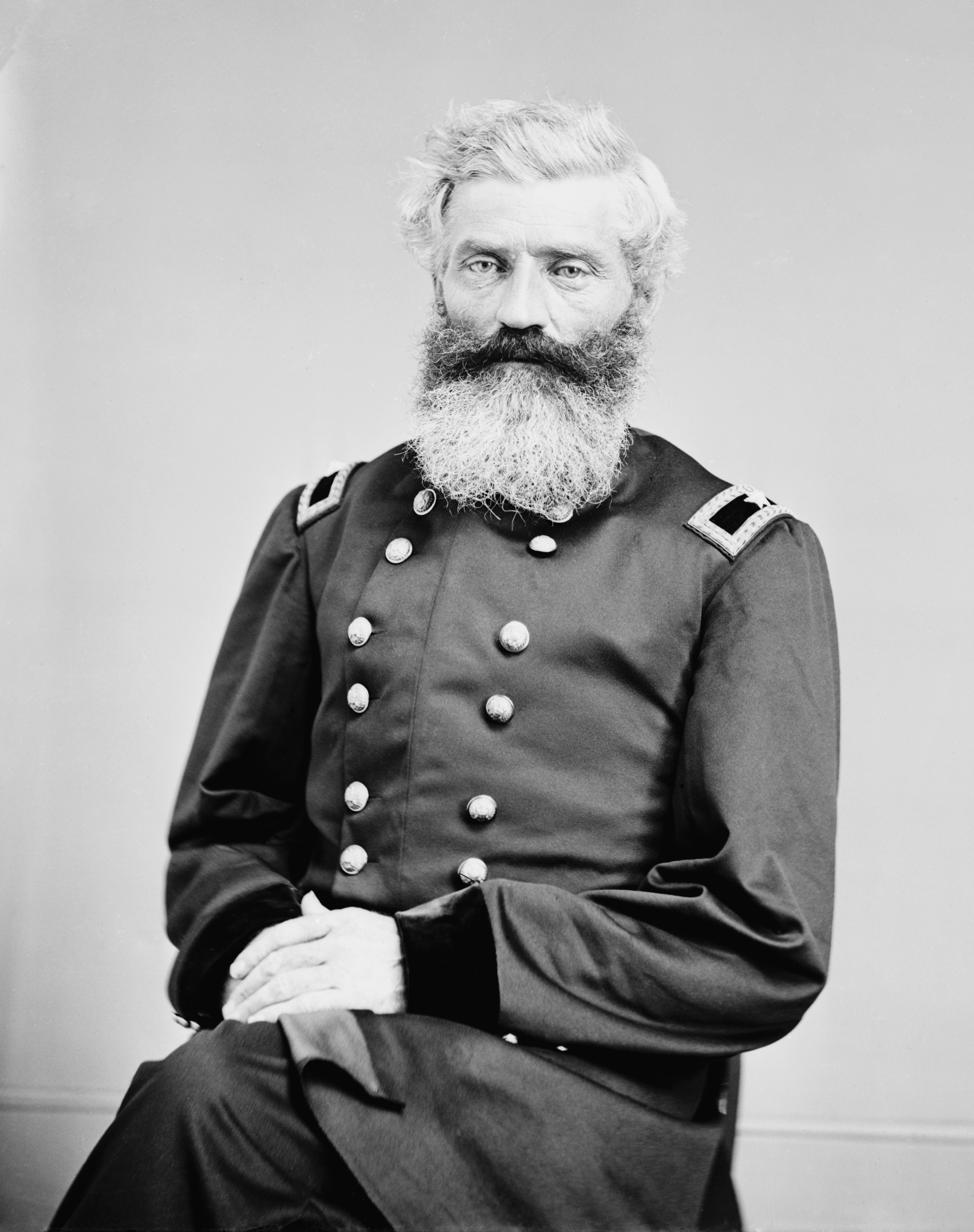
Generalsperson i daglig dräkt med dubbelknäppt vapenrock och knappar två och två för brigadgeneraler. Foto ca 1865.
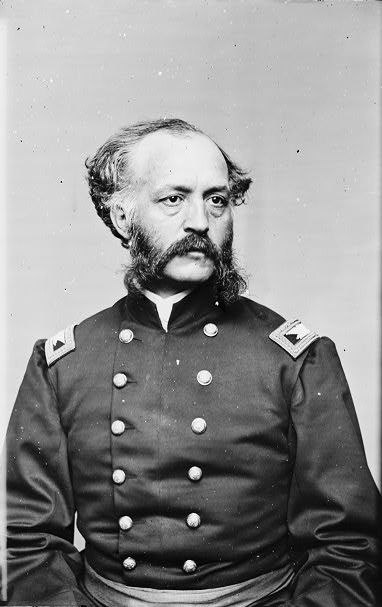
Officer i daglig dräkt med dubbelknäppt vapenrock och knappar en och en för regementsofficerare. Foto 1860-1870.
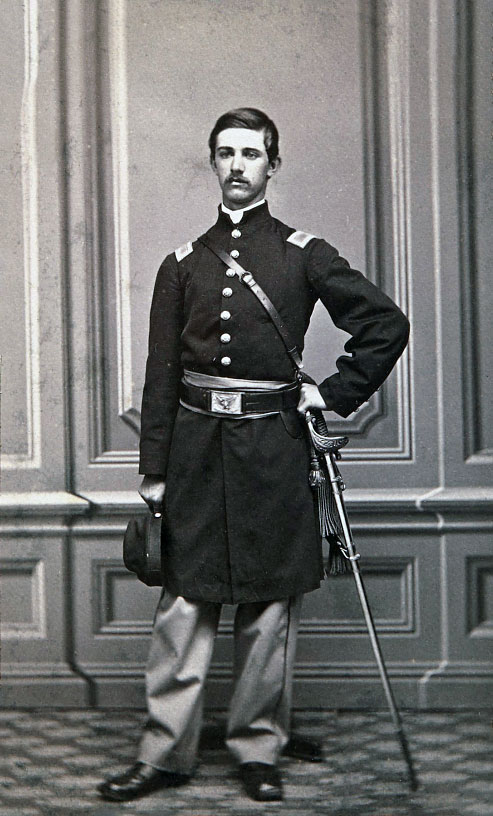
Officer i daglig dräkt med enkelknäppt vapenrock för kompaniofficerare. Foto 1863.

## Uniformer under inbördeskriget

Övre raden visar nordstatsarméns uniformer. Nedre raden sydstatsarméns.

### Underofficerare och manskap

#### Gradbeteckningar
| Sergeant Major Fanjunkare och bataljonsadjutant vid infanteriet | Quartermaster Sergeant Förrådsförvaltare vid artilleriet | Ordnance Sergeant Tygförrådsförvaltare | First Sergeant Fanjunkare vid infanteriet |
| Sergeant vid artilleriet                                        | Corporal Korpral vid kavalleriet                         | Musician Signalspel                    | Private Menig                             |
|                                                                 |                                                          | inga gradbeteckningar                  | inga gradbeteckningar                     |
| --------------------------------------------------------------- | -------------------------------------------------------- | -------------------------------------- | ----------------------------------------- |